# Ojeon-dong
Ojeon-dong (koreanska: 오전동) är en stadsdel i staden Uiwang i provinsen Gyeonggi i den nordvästra delen av Sydkorea, 23 km söder om huvudstaden Seoul.